# Karl Gottlob Zumpt
Karl Gottlob Zumpt (Berlín 1972 - 1849) fou un filòleg prussià, un erudit conegut pel seu treball en el camp de la filologia llatina clàssica. Hom troba sovint el nom d'aquest llatinista en la seva forma llatina “Carolus Timotheus Zumptius”, o fins i tot afrancesada, com a “Charles Timothée Zumpt".

## Biografia
Va començar els seus estudis a l'Institut de Berlín. Després es va traslladar a Heidelberg, on va prendre lliçons de Creuzer, i va tornar a Berlín el 1810, on es va aplicar amb ardor a l'estudi de la literatura antiga, aprofitant les lliçons de Friederich August Wolf, de Heindorf i de Boeckh.
El 1812, va ser nomenat professor a l'Institut de Friedrichswerder, i va mostrar una activitat eeficient en aquestes funcions. El 1821 es va traslladar a un altre institut i l'any 1826 va ser responsable del curs d'història a l'escola militar. Finalment, el 1838 va ser professor de literatura llatina a la Universitat Humboldt de Berlín. El 1835 havia fet un viatge a Itàlia i Grècia.
Deixant de banda el camp de la literatura grega, Zumpt es va dedicar a aprofundir en allò que concernia a la llengua i als escriptors de Roma. En aquest àmbit va prestar els seus millors serveis.
La seva Gramàtica llatina (Lateinische Grammatik, 1818, Berlín), reimpresa dotze vegades, és un model de claredat i exactitud que va fer que totes les obres anteriors del mateix gènere desapareguessin de l'ensenyament germànic. Un resum seu destinat a principiants també va obtenir nombroses edicions. Tanmateix, va caure en desgràcia el 1844, quan Madvig el va substituir.
El llibre Selecció de peces de temàtica llatina, Berlín, 1824, també va esdevenir un llibre clàssic al segle XIX.
Publicà un gran nombre de monografies i memòries inserides a les Actes de l'Acadèmia de Ciències de Berlín (Zumpt havia estat admès l'any 1835), per no parlar de moltes edicions destinades a les escoles.
Va morir el 25 de juny de 1849 a Karlovy Vary. És l'oncle d'August Wilhelm Zumpt.

## Edicions crítiques
Va escriure les següents edicions crítiques:
- Les Institucions Oratòries de Quintilià. Leipzig, ja havia publicat, el 1829, el cinquè llibre d'aquesta obra a l'edició de Spalding.
- Quinte-Curce, 1829 (Brunswick, 1849) ;
- Verrines de Ciceró (Orationes in Verrem) (Berlín, 1830, 2 vols. in-8 (text acompanyat d'abundants comentaris);
- De officiis de Ciceró, Brunswick, 1849.

## Monografies
En alemany (títols traduïts)
- Annales veterum regnorum et populorum, imprimis Bornanorum, Berlín, 1819; segona edició, 1838, 3 edició l'any 1862, un treball de recerca cronològica que es remunta al -476;
- Municipal decretum Tergestinum, Berlín, 1838;
- Sobre l'origen, la forma i la jurisdicció del tribunal dels centumvirs a Roma, Berlín, 1838;
- Cavallers romans, Berlín, 1839;
- Sobre la població i el seu augment en l'antiguitat, Berlín, 1841;
- Escoles de filosofia a Atenes, Berlín, 1843;
- De l'arquitectura civil dels romans, Berlín, 1851;
- La religió dels romans, Berlín, 1845.